# Cymothoe verlainei
Cymothoe verlainei är en fjärilsart som beskrevs av Frans G.Overlaet 1940. Cymothoe verlainei ingår i släktet Cymothoe och familjen praktfjärilar. Inga underarter finns listade i Catalogue of Life.